# I Could Fall in Love
»I Could Fall in Love« (sl. »Lahko bi se zaljubila«) je pesem mehiško-ameriške pop pevke Selene. Pesem »I Could Fall in Love« je glavni singl iz njenega Dreaming of You glasbenega albuma (1995). Pesem so producirali Keith Thomas. Pesem govori o ženski, ki ljubi fanta. Ona se boji, da bi rekel ne, zato je ne povej mu.

## Dosežki
| Lestvica (1994)                                 | Uvrstitev |
| ----------------------------------------------- | --------- |
| Canadian Singles Chart                          | 10        |
| Canadian Adult Contemporary                     | 1         |
| New Zealand Top 40                              | 10        |
| Tokyo Hot 100                                   | 37        |
| U.S. Billboard Hot Latin Tracks                 | 2         |
| U.S. Billboard Latin Tropical/Salsa Airplay     | 4         |
| U.S. Billboard Latin Regional Mexican Airplay   | 5         |
| U.S. Billboard Latin Pop Airplay                | 1         |
| U.S. Billboard Hot 100 Recurrent Airplay        | 3         |
| U.S. Billboard Hot Adult Contemporary Recurrent | 6         |
| U.S. Billboard Adult Contemporary               | 12        |
| U.S. Billboard Top 40 Mainstream                | 15        |
| U.S. Billboard Rhythmic Top 40                  | 5         |
| U.S. Billboard Adult Top 40                     | 17        |
| U.S. Billboard Hot 100 Airplay                  | 8         |